# 藤沢昭和
藤沢 昭和（ふじさわ てるかず、1935年（昭和10年）9月18日 - ）は、日本の実業家。ヨドバシカメラ創業者。

## 経歴
1935年（昭和10年）、藤沢良作の長男として長野県諏訪郡本郷村（現在の富士見町）で生まれる。1949年（昭和24年）頃から、父の良作は東京に出てカメラ関係の商売を始める。
1960年（昭和35年）に東京・渋谷区本町で藤沢写真商会を創業。1967年（昭和42年）に東京・新宿区淀橋に淀橋写真商会を設立し、1974年（昭和49年）に現在のヨドバシカメラに社名を変更。
2020年（令和2年）7月1日付けでヨドバシカメラの社長を退任し、代表権のある会長に就任。持ち株会社ヨドバシホールディングスの社長は引き続き務める。

## 受賞
- 2011年 - 紺綬褒章
- 2016年 - 富士見町政功労者表彰[3]
- 2020年 - 紺綬褒章飾版[4][5]

## 親族
- 父親：藤沢良作（ふじさわ りょうさく、1901年 - 没年不明）

長野県諏訪郡本郷村出身。旧本郷村収入役を経て東京で現在のヨドバシカメラの基盤を築く。
- 長男：藤沢和則（ふじさわ かずのり）

ヨドバシカメラ社長。ゴールドポイントマーケティング社長ヨドバシカメラ社長石井スポーツ代表取締役。